# Stefano Incerti
Stefano Incerti (Nápoles, 25 de julio de 1965) es un director de cine y guionista italiano.

## Biografía
Tras obtener el diploma de escuela secundaria, se interesó por el mundo del cine y el teatro, muy floreciente en su Nápoles natal. Comenzó con la producción de cortometrajes en Super-8 entre 1978 y 1984. En 1989 se licenció en Derecho en Nápoles y se trasladó a Roma para aumentar sus oportunidades en el mundo artístico. Aquí empezó a colaborar con varios directores tanto de cine como de teatro. Entre ellos, Enzo Decaro, que le contrató como asistente de dirección para las películas Io, Peter Pan (1989) y Ladri di futuro (1990). A partir de 1991, inició una colaboración con Mario Martone, trabajando con él en las películas Muerte de un matemático napolitano y Rasoi y en la puesta en escena teatral del drama shakespeariano Ricardo II.
En 1995, su primer película, Il verificatore ganó el David di Donatello y el Globo de Oro como mejor director principiante y el Grolla d`oro como mejor director. Participó en el Festival de Venecia y en los festivales de San Sebastián, Londres, Róterdam, Gotemburgo, Salónica y Mannheim-Heidelberg. En 1999, Prima del tramonto compitió en el Festival de Locarno.
En 2003, dirigió la película La vita come viene con Stefania Sandrelli, Stefania Rocca, Valeria Bruni Tedeschi, Alessandro Haber, Daniele Liotti, Claudio Santamaria y Tony Musante.  También en 2003, Stessa rabbia, stessa primavera, un documental sobre el colega Marco Bellocchio realizado durante el rodaje de Buenos días, noche, que se presentó en el Festival de Venecia. En 2007, L'uomo di vetro, sobre el primer pentito de la Cosa Nostra Leonardo Vitale, con David Coco, Tony Sperandeo y Anna Bonaiuto. En 2009 se rodó Cómplices del silencio, protagonizada por Alessio Boni, Giuseppe Battiston, Florencia Raggi y Jorge Marrale; ambientada en la Argentina de 1978, durante la dictadura de Videla, esta película fue declarada de interés en la promoción y defensa de los derechos humanos por el Gobierno de la ciudad de Buenos Aires.
En 2010, volvió al Festival de Venecia con Gorbaciof, escrita con Diego De Silva y protagonizada por Toni Servillo, que también fue presentada en el Festival de Toronto. En 2017, dirigió La parrucchiera, una comedia protagonizada entre otros, por Massimiliano Gallo.

## Filmografía

### Cortometrajes
- Secolo decimo primo (1980)
- Persecuzione (1982)
- Il rubino (1983)
- Rapidi movimenti d'occhi (1984)
- L'uomo di carta (1996)

### Largometrajes
- Il verificatore (1995)
- Il diavolo in bottiglia, episodio de I vesuviani (1997)
- Prima del tramonto (1999)
- La vita come viene (2003)
- Stessa rabbia, stessa primavera - documental (2003)
- L'uomo di vetro (2007)
- Cómplices del silencio (2009)
- Gorbaciof (2010)
- Neve (2014)
- La parrucchiera (2017)

### Televisión
- Ritratti d'autore: Francesco Rosi - documental (1996)

## Premios y nominaciones
David di Donatello
| Año  | Categoría                   | Película        | Resultado |
| ---- | --------------------------- | --------------- | --------- |
| 1996 | Mejor director principiante | Il verificatore | Ganador   |

Globo d'oro
| Año  | Categoría      | Película        | Resultado |
| ---- | -------------- | --------------- | --------- |
| 1996 | Mejor director | Il verificatore | Ganador   |

Grolla d'oro
| Año  | Categoría      | Película        | Resultado |
| ---- | -------------- | --------------- | --------- |
| 1996 | Mejor director | Il verificatore | Ganador   |